# Nioronioro
Nioronioro o Iolonioro è un dipartimento del Burkina Faso classificato come comune, situato nella Provincia di Bougouriba, facente parte della Regione del Sud-Ovest.
Il dipartimento si compone del capoluogo e di altri 40 villaggi: Barkoura, Barsera, Binte, Botoro, Burkinao, Diassara, Djonlèra, Doumbouro, Dounkora, Dountelo, Gairo, Gbingue, Gomgombiro, Gongontiano, Hebrimpono, Kambeledaga, Koursera, Kpalbalo, Loukoura, Milpo, Niombouna, Niombripo, Nonkuéro, N'tonhero, Ouidiara, Pergdalembiro, Pokouro, Poyo, Sangolo, Sarambour, Saramboura, Sidoumoukar, Sidoumoukar-Hiro, Sinamanana, Tiarkiro, Tomena, Torkiaro, Werinkera, Yeyera e Younora.